# Johan Mijail
Johan Mijail (Santo Domingo, 1990) es una escritora y performer dominicana. Mijail ha colaborado con varias antologías LGBT y presentado su trabajo performativo tanto en Hispanoamérica como en España.

## Trayectoria
Habiendo estudiado periodismo, Johan Mijail es escritora y performer. Su trabajo ha tenido un enfoque transfeminista y decolonial. En 2015 se le adjudicó la Beca Migrante del Museo Nacional de Bellas Artes de Chile, y en 2020 la Beca Catalizadora de TEOR/éTica, Costa Rica.
En 2011 participó en la película Sister del Colectivo Lewis Forever en Berlín, Alemania, y en 2016 participó en el 10° Encuentro del Instituto Hemisférico de Performance y Política «ex−céntrico: disidencias, soberanías, performance» organizado por la Universidad de Chile y por la Universidad de Nueva York. En 2021 publicó su primera novela, Chapeo.
Mijail ha colaborado con varias antologías LGBT, incluyendo Vivir Allá editorial Ventana Abierta (Chile), Inflexión marica. Escrituras del descalabro gay en América latina (España), Afectos y disidencias sexuales jota-cola-mariconas en la Abya Yala (México) y Sin pasar por Go. Narrativa dominicana contemporánea (México). También ha mostrado su trabajo performativo en países como Alemania, Chile, Colombia, Costa Rica, Estados Unidos, Uruguay, y su natal República Dominicana, además de participar en las muestras colectivas «Todos los tonos de la rabia» en el Museo de Arte Contemporáneo de Castilla y León, España, y «Colirio», en el Centro Cultural de España de Santo Domingo.

## Obras
- Metaficción (2011, libro de poesía ilustrada)
- Pordioseros del Caribe (2014, editorial Desbordes)
- Inflamadas de retórica. Escrituras promiscuas para una tecno-decolonialidad (2016, coautor, editorial Desbordes)
- Manifiesto Antirracista. Escrituras para una biografía inmigrante (2018, editorial Los Libros de la Mujer Rota)
- Santo Domingo is Burning (2020, fanzine, Catinga Ediciones)
- CHAPEO (2021, Elefanta Editorial)